# Таратор (соус)

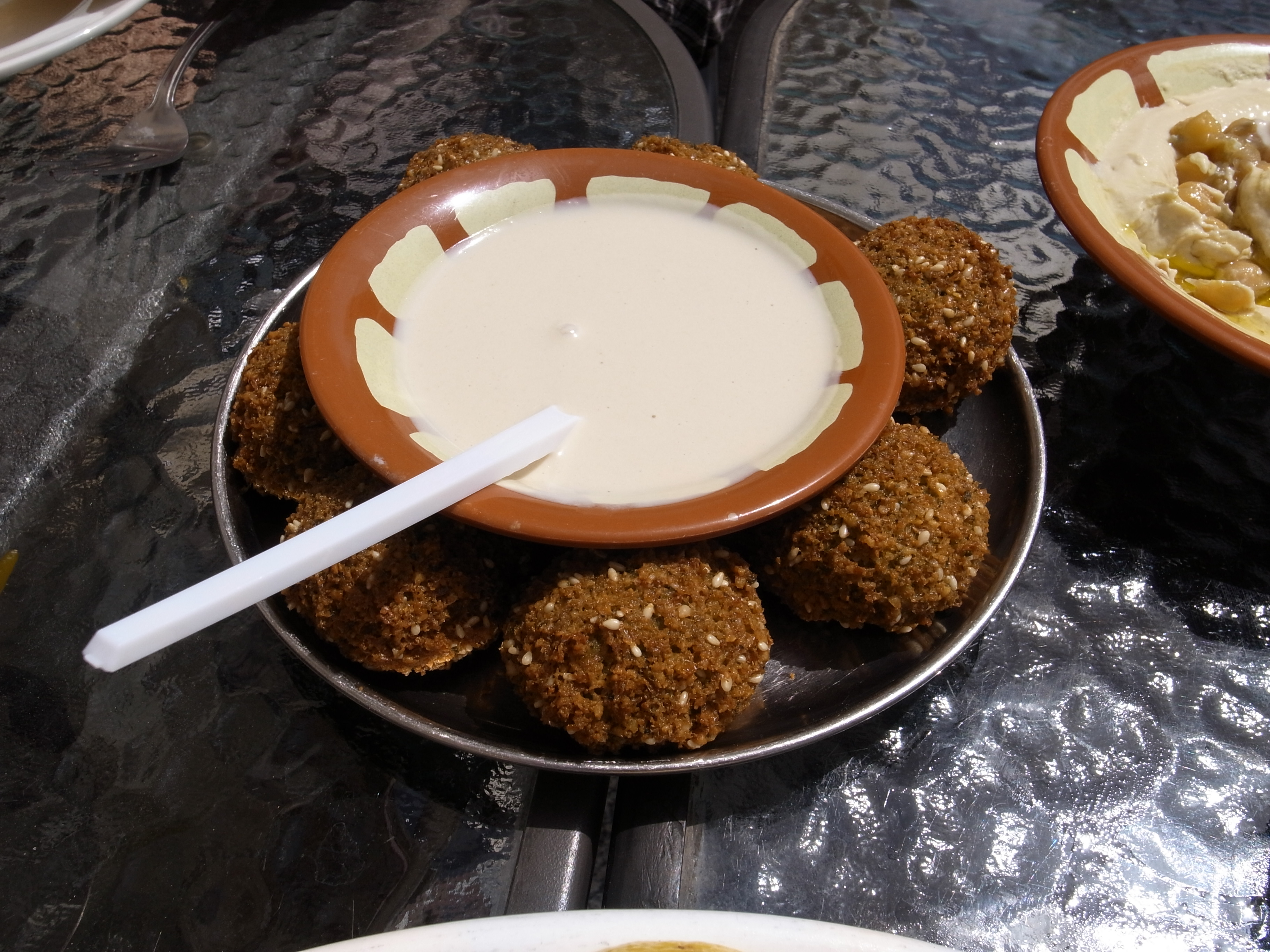
Левантийский таратор с фалафелем

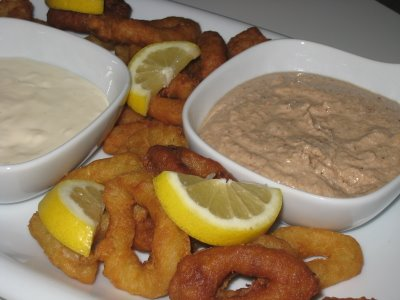
Турецкий таратор

Тарато́р — соус на основе орехов или тахини, с добавлением лимонного сока и чеснока. Встречается в ближневосточной кухне. Он отличается от «таратора» в балканской кухне, который представляет собой огуречный суп на основе йогурта, похожий на дзадзики.

## Региональные варианты

### Левант
В левантийской кухне таратор (араб. طراطور‎) — это соус, приготовленный из тахини, лимонного сока, молотого чеснока, соли и воды. Его часто подают с фалафелем или шаурмой.

### Турция
В турецкой кухне tarator — это соус, приготовленный из грецких орехов, хлебных крошек, лимонного сока или уксуса, молотого чеснока и оливкового масла. Этот соус часто подают с жареными кальмарами, по этой причине его также называют соус каламари.
Соус таратор также подают к отварным или тушёным овощам.
В Турции также есть рецепты соуса таратор, включающие йогурт или майонез.

## Сноски
1. ↑  Bishara, Rawia. Levant: New Middle Eastern Flavours :  [англ.] / Rawia Bishara, Jumana Bishara. — London : Octopus, 2018. — ISBN 978-0-85783-551-2. Архивная копия от 13 января 2024 на Wayback Machine
2. ↑  Arab Detroit: From Margin to Mainstream :  [англ.]. — Detroit : Wayne State University Press, 2000. — P. 536. — ISBN 978-0-8143-3978-7. Архивная копия от 13 января 2024 на Wayback Machine
3. ↑  Turkish Tarator (Walnut and Garlic Sauce). Harvard T.H.Chan School of Public Health.
4. 1 2  Tarator Sos (Kalamar Sosu). Nefis Yemek Tarifleri. Дата обращения: 13 января 2024. Архивировано 13 января 2024 года.
5. 1 2  Tarator Sos (Kalamar Sosu). Yemek. Дата обращения: 13 января 2024. Архивировано 13 января 2024 года.
6. 1 2  Calamary Sauce Tarator Recipe. Turkish Style Cooking. Дата обращения: 13 января 2024. Архивировано 13 января 2024 года.
7. ↑  Akin, Engin. Essential Turkish Cuisine. — ABRAMS, Incorporated, 2015. — ISBN 9781613128718, 1613128711.